# ارزن جنگلی
ارزن جنگلی (نام علمی: Oplismenus undulatifolius) نام یک گونه از سرده ارزن جنگلی است.

## نگارخانه

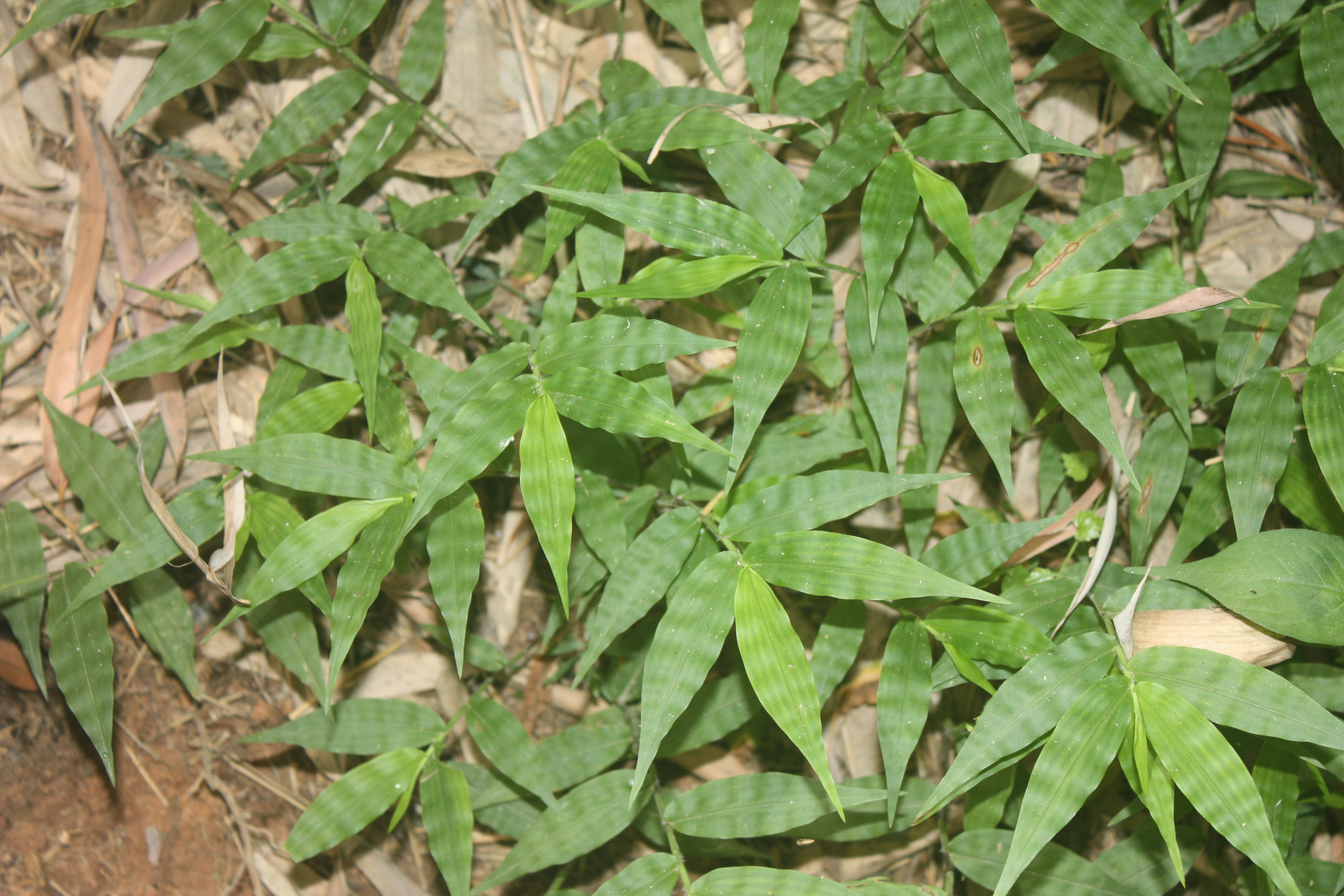
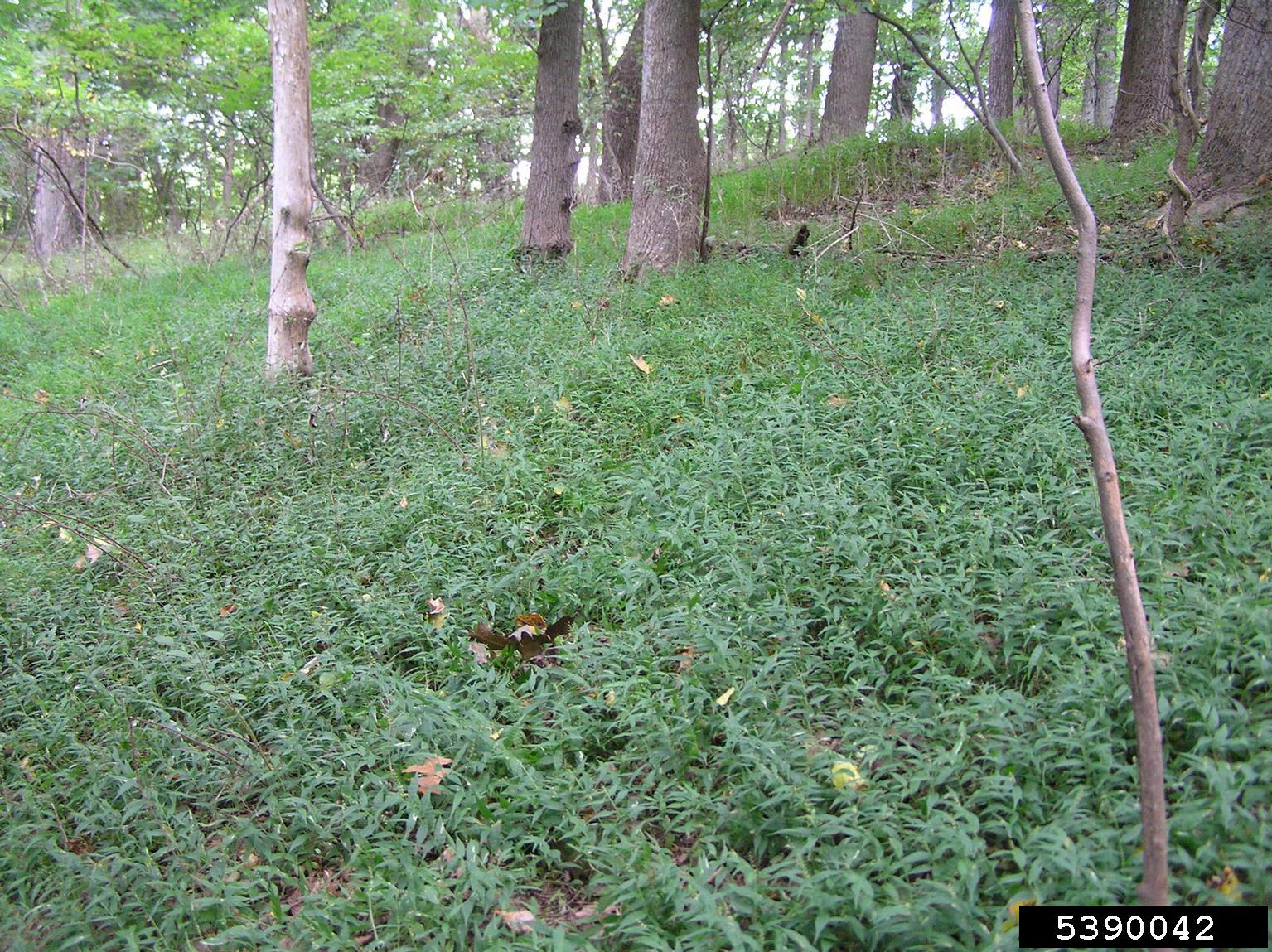
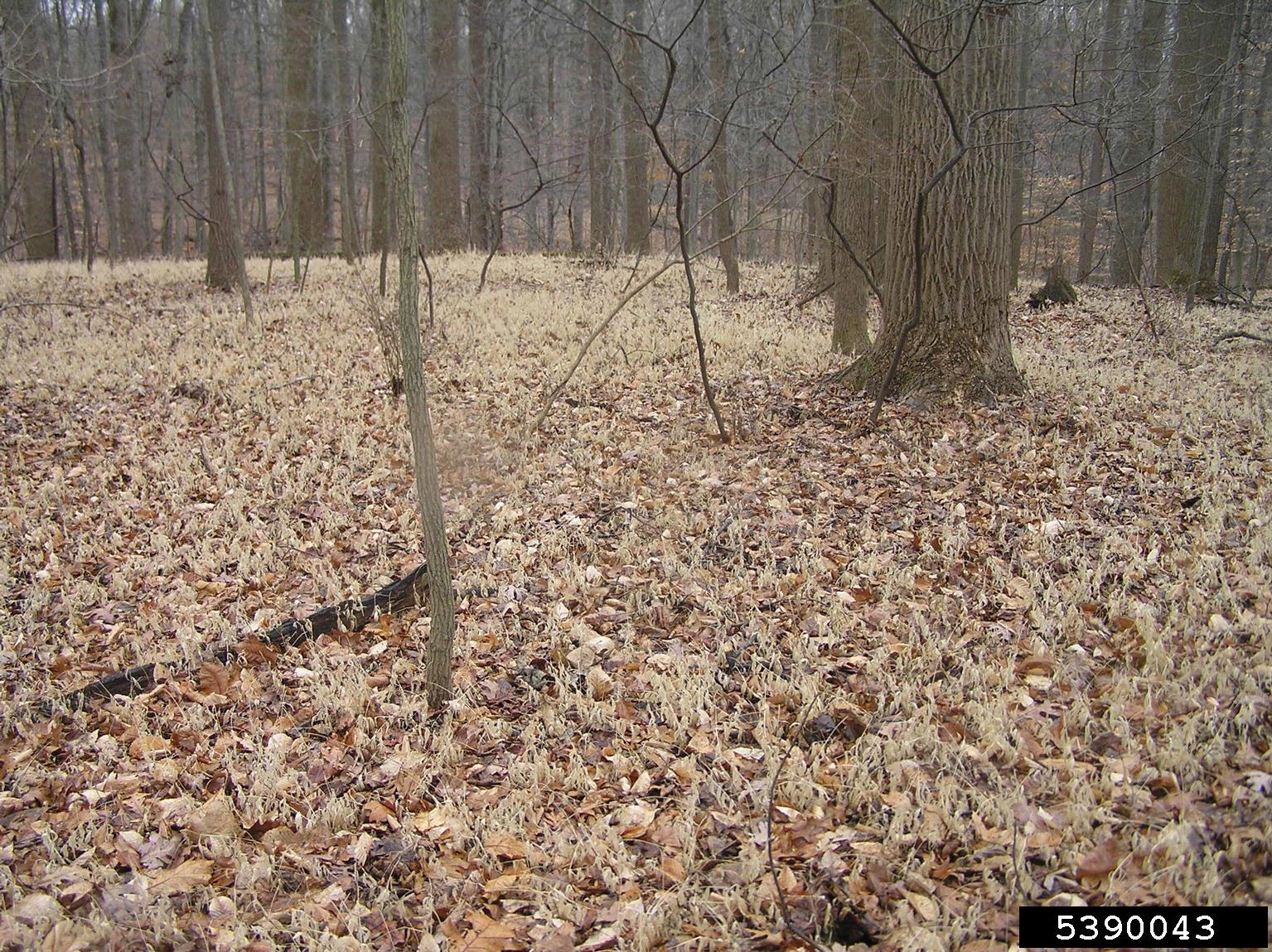
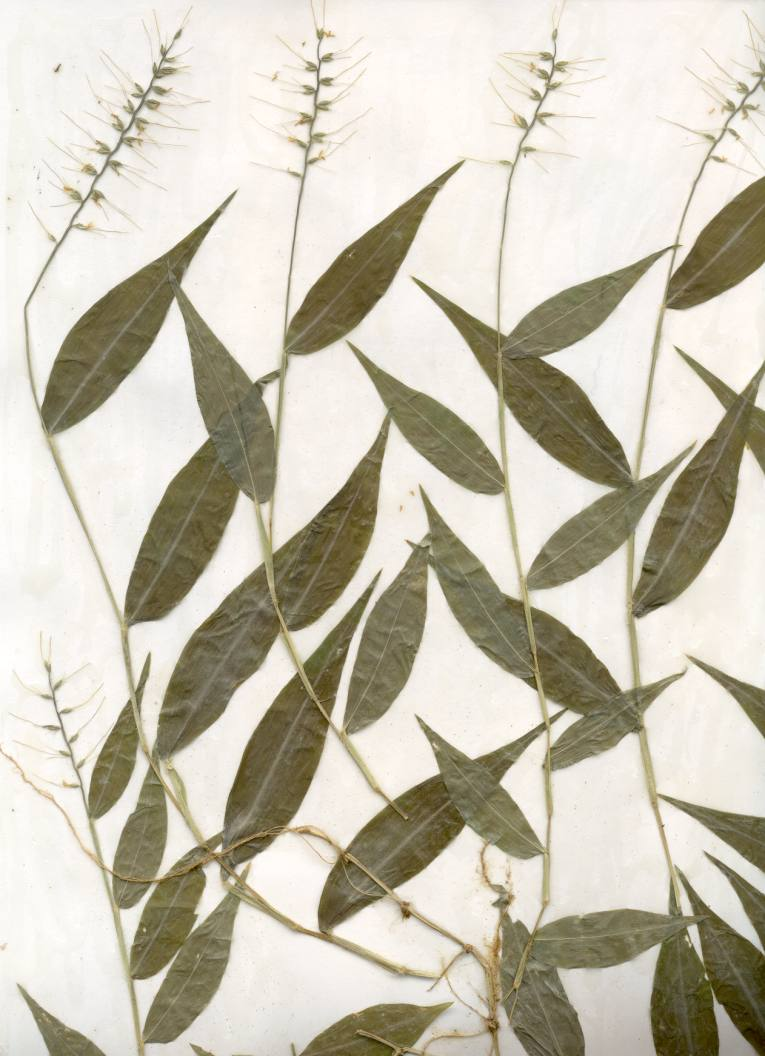
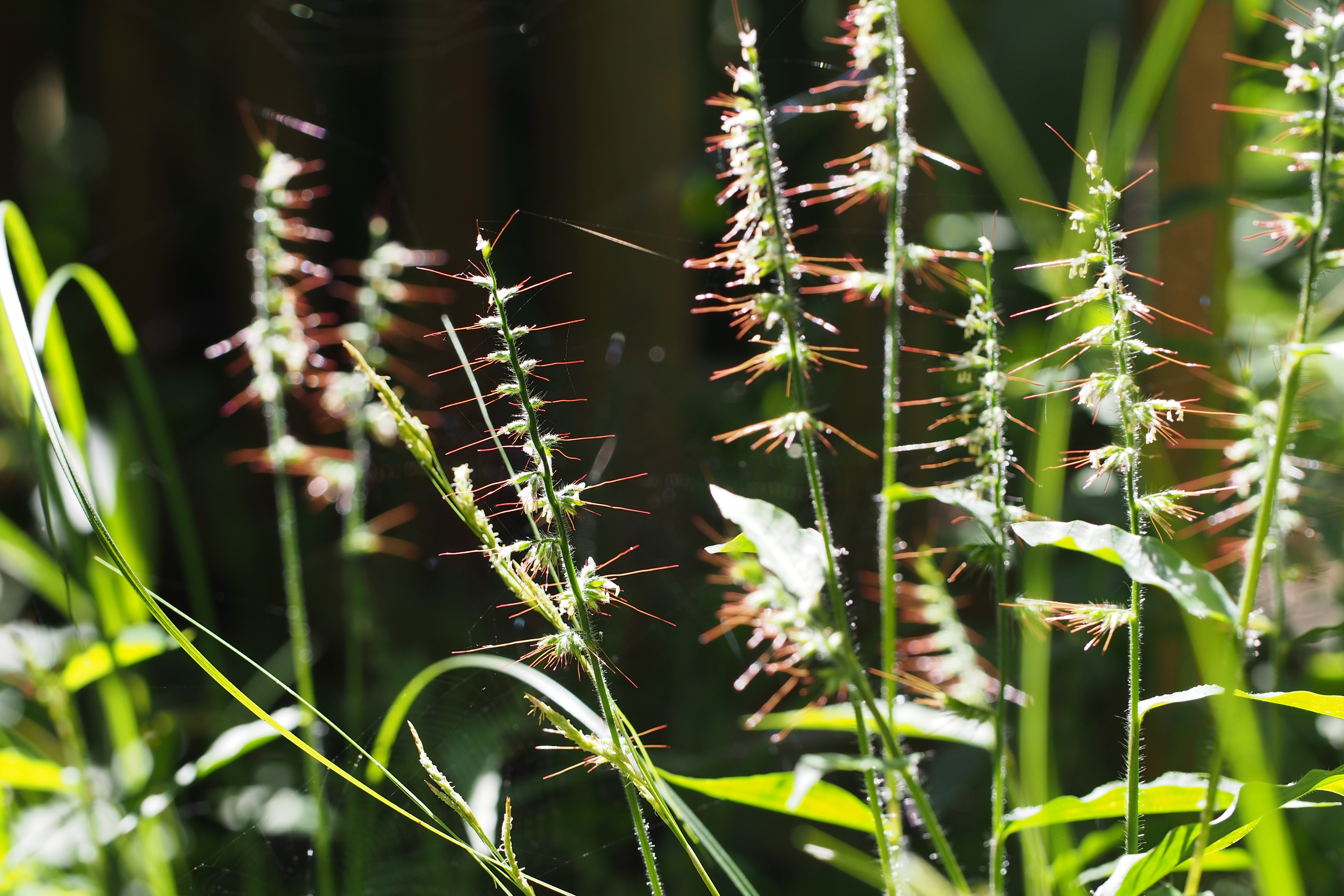